# 豊田寛
豊田 寛（とよだ ひろし、1997年4月28日 - ）は、神奈川県横浜市戸塚区出身のプロ野球選手（外野手）。右投右打。阪神タイガース所属。

## 経歴

### プロ入り前
横浜市立川上北小学校1年生から戸塚アイアンボンドスで野球を始める。小学6年時には横浜ベイスターズジュニアに選出された。横浜市立名瀬中学校時代は戸塚シニアに所属。
東海大相模高校では捕手として入学するも、すぐに外野手に転向。1年秋からベンチ入り。2年夏から中軸を務め、神奈川県大会では27打数13安打14打点を記録。同年の甲子園にも出場した。初戦の盛岡大附属高校戦で松本裕樹から二塁打を放つも、チームは敗れた。3年夏の神奈川県大会では7試合で7打点を記録し、2年連続で甲子園に出場した。甲子園では全5試合に「4番・右翼手」で出場し、打率.381、1本塁打、6打点を記録。決勝の仙台育英高校戦では佐藤世那から4安打3打点を記録し、全国制覇に貢献した。同年のU18野球日本代表にも選出された。しかし、代打で出場したオーストラリア戦で死球を受けて左膝を骨折し、以降は一塁コーチとしてチームに帯同した。高校通算38本塁打。同学年に小笠原慎之介、吉田凌がいる。
国際武道大学では1年春からベンチ入り。同年秋にはベストナインを獲得し、第29回ユニバーシアードの日本代表候補選考合宿にも参加した。2年春と3年春には大学選手権に出場し、いずれも準優勝だった。大学リーグ通算でベストナイン4度受賞。1学年上に伊藤将司、同学年に勝俣翔貴がいる。
日立製作所では1年目から都市対抗野球に出場。初戦のヤマハ戦では「2番・左翼手」で出場して1安打2盗塁を記録するも、チームは0-9で敗れた。2年目の都市対抗野球予選では準決勝のエイジェック戦で初回に先制2ラン、北関東第1代表決定戦のSUBARU戦で同じく初回に先制ソロを放つなどの活躍で本大会出場に貢献した。
2021年10月11日に行われたドラフト会議で阪神タイガースから6位指名を受け、12月11日に契約金3500万円、年俸800万円で入団に合意した（金額は推定）。背番号は61。

### 阪神時代
2022年は、二軍で春季キャンプをスタートするも、2月26日付で新型コロナウイルスの陽性判定を受けキャンプを離脱。その後、3月30日に二軍の福岡ソフトバンクホークス戦（阪神鳴尾浜球場）で実戦復帰すると、二軍初安打を本塁打で飾った。4月3日に前日の試合で足を痛めて抹消となったマルテと入れ替わる形で一軍初昇格。同日の対読売ジャイアンツ戦（東京ドーム）でガンケルの代打として一軍初出場を果たした（結果は空振り三振）。4月12日の中日ドラゴンズ戦で「7番・左翼手」としてプロ初先発出場を果たした。シーズン通算で一軍では5試合出場で安打なしに終わった。11月14日、現状維持となる推定年俸800万円で契約を更改した。
2023年は、一軍昇格が1度もなく、二軍では93試合に出場し、打率.271、2本塁打という成績だった。11月14日、50万円減となる推定年俸750万円で契約を更改した。
2024年は6月7日に一軍に昇格すると、同月13日の対オリックス・バファローズ戦（京セラドーム大阪）に「7番・左翼手」で先発出場。2回二死一塁の第1打席で田嶋大樹から通算11打席目でプロ初安打を記録するなど、3打数2安打と活躍した。7月は5試合に出場し、7打数無安打に終わり、同月25日に出場選手登録を抹消された。その後の同シーズンの一軍出場はなく、シーズン通算では11試合に出場、打率.211（19打数4安打）という成績であった。オフの11月20日に80万円増となる推定年俸830万円で契約を更改した。
2025年も開幕を二軍で迎えるも、二軍で結果を残して5月21日に一軍昇格。5月30日の対広島東洋カープ戦（MAZDA Zoom-Zoom スタジアム広島）ではプロ初打点を記録。7月3日の対読売ジャイアンツ戦（甲子園）では9回裏無死満塁で犠牲フライを放ちプロ初のサヨナラ打、そしてプロ初のお立ち台に上った。

## 選手としての特徴
逆方向への長打を持ち味とする右の強打者。走塁面にも自信を持つ。

## 詳細情報

### 年度別打撃成績
| 年 度     | 球 団     | 試 合 | 打 席 | 打 数 | 得 点 | 安 打 | 二 塁 打 | 三 塁 打 | 本 塁 打 | 塁 打 | 打 点 | 盗 塁 | 盗 塁 死 | 犠 打 | 犠 飛 | 四 球 | 敬 遠 | 死 球 | 三 振 | 併 殺 打 | 打 率 | 出 塁 率 | 長 打 率 | O P S |
| --------- | --------- | ----- | ----- | ----- | ----- | ----- | -------- | -------- | -------- | ----- | ----- | ----- | -------- | ----- | ----- | ----- | ----- | ----- | ----- | -------- | ----- | -------- | -------- | ----- |
| 2022      | 阪神      | 5     | 9     | 7     | 0     | 0     | 0        | 0        | 0        | 0     | 0     | 0     | 0        | 1     | 0     | 1     | 0     | 0     | 4     | 1        | .000  | .125     | .000     | .125  |
| 2024      | 阪神      | 11    | 19    | 19    | 1     | 4     | 1        | 0        | 0        | 5     | 0     | 0     | 0        | 0     | 0     | 0     | 0     | 0     | 5     | 2        | .211  | .211     | .263     | .474  |
| 通算：2年 | 通算：2年 | 16    | 28    | 26    | 1     | 4     | 1        | 0        | 0        | 5     | 0     | 0     | 0        | 1     | 0     | 1     | 0     | 0     | 9     | 3        | .154  | .185     | .192     | .378  |

- 2024年度シーズン終了時

### 年度別守備成績
| 年 度 | 球 団 | 外野  | 外野  | 外野  | 外野  | 外野  | 外野     |
| 年 度 | 球 団 | 試 合 | 刺 殺 | 補 殺 | 失 策 | 併 殺 | 守 備 率 |
| ----- | ----- | ----- | ----- | ----- | ----- | ----- | -------- |
| 2022  | 阪神  | 2     | 0     | 0     | 0     | 0     | ----     |
| 2024  | 阪神  | 4     | 2     | 0     | 1     | 0     | .667     |
| 通算  | 通算  | 6     | 2     | 0     | 1     | 0     | .667     |

- 2024年度シーズン終了時

### 記録
初記録
- 初出場・初打席：2022年4月3日、対読売ジャイアンツ3回戦（東京ドーム）、5回表にジョー・ガンケルの代打で出場、赤星優志から空振り三振[25]
- 初先発出場：2022年4月12日、対中日ドラゴンズ1回戦（バンテリンドーム ナゴヤ）、「7番・左翼手」で先発出場[26]
- 初安打：2024年6月13日、対オリックス・バファローズ3回戦（京セラドーム大阪）、2回表に田嶋大樹から右前安打[31]
- 初打点：2025年5月30日、対広島東洋カープ10回戦（MAZDA Zoom-Zoom スタジアム広島）、9回表に塹江敦哉から中越適時二塁打[35]

### 背番号
- 61（2022年[21] - ）